# Emiel Van Averbeke
Pour les articles homonymes, voir Van Averbeke.
Emilius Leo Josephus Van Averbeke, dit Emiel ou Émile van Averbeke (Anvers, 1876 – ibid., 1946), parfois surnommé le Horta anversois, était un architecte belge. D’abord adepte d'un Art nouveau exubérant, évoluant ensuite vers un Art nouveau plus géométrique, puis, dans les années 1920, vers l’Art déco, et enfin, dans la décennie suivante, vers une architecture moderniste fortement dépouillée, il conçut à titre privé ou en qualité d’architecte municipal de sa ville natale, principalement dans les styles architecturaux précités, mais aussi dans une diversité d'autres styles, nombre de bâtiments marquants, que ce soient des édifices publics, tels que casernes de sapeurs-pompiers, établissements scolaires, constructions utilitaires etc., ou des maisons individuelles, hôtels de maître, manoirs etc.

## Carrière
Fils d’un charpentier, Émile van Averbeke étudia à l’Académie des Beaux-Arts d’Anvers de 1888 à 1894, mais ne put achever ses études. En 1892, pour subvenir à ses besoins, il se fit immatriculer comme dessinateur et entra au service de l’architecte Émile Thielens, qui fut un des principaux introducteurs de l'Art nouveau à Anvers, et au bureau duquel Van Averbeke restera attaché jusqu’en 1899.
 

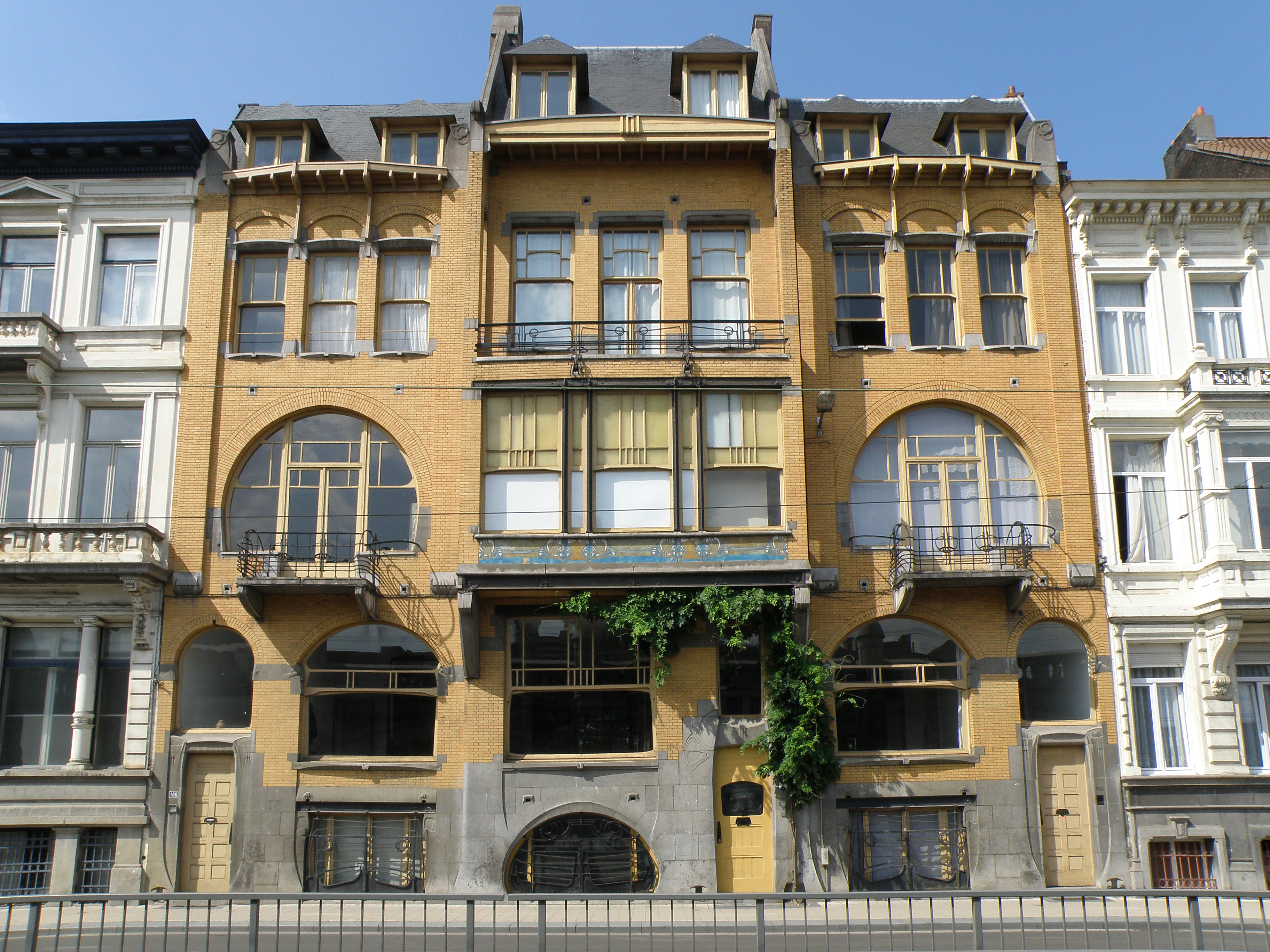
Ensemble Verfaillie, rue Mercator.

Attiré par les courants Art nouveau de Bruxelles et de Glasgow, où notoirement officiait Charles Rennie Mackintosh, il sera au début de sa carrière, c'est-à-dire vers la fin du XIXe siècle, l’une des figures de proue de l’Art nouveau dans sa ville natale. À l’instar de Mackintosh, Van Averbeke se voua aux arts appliqués, entreprenant de créer des meubles et des bijoux et réalisant des illustrations de livres, notamment pour le compte du cercle d’art d’avant-garde anversois De Scalden, proche de son président, Jules Baetes, composant entre autres l'affiche de la 5e exposition du groupe (1903).
En collaboration avec son ami et ancien condisciple Jan van Asperen, il dressa les plans de la Maison du Peuple libérale, sise Volkstraat à Anvers, dans un style Art nouveau floral assez foisonnant et bariolé. Conjointement avec Thielens et avec le même Van Asperen, il créa l’immeuble et café-restaurant Paon Royal (1899), situé non loin de la Gare centrale, dans un style Art nouveau plus géométrique. En 1899, il décida de lancer son propre bureau d’architecte, initialement en association avec son beau-frère Willem Diehl, architecte néerlandais.
En 1905, optant pour une situation plus sûre, il se fit engager par la municipalité anversoise à la Régie des Bâtiments, où, après avoir parcouru toute la hiérarchie, il succéda en 1920 à Alexis Van Mechelen dans la fonction d’architecte municipal en chef. C’est en cette qualité qu’il conçut dans l'entre-deux-guerres une série de bâtiments publics (casernes de sapeurs-pompiers, établissements d’enseignement, orangerie à l'usage du service des espaces verts, bureaux d’embauche du port d’Anvers etc., mais aussi nombre de logements sociaux), dont la caserne de pompiers de la Paleisstraat, dessiné en collaboration avec Van Asperen, important jalon de son évolution, puisque cet édifice illustre sa transition de l’Art nouveau, en l’espèce d’une plus grande sobriété, vers le style Art déco. 
 
Après la Première Guerre mondiale, vers la fin des années 1920, subissant l’influence de Willem Marinus Dudok et de Hendrik Petrus Berlage, il poursuivit plus avant cette tendance vers une plus grande sobriété en s’efforçant de pratiquer un style de plus en plus dépouillé et rationnel. En 1929, il reçut de la part de la municipalité une autorisation spéciale de participer à la conception de la Boerentoren, gratte-ciel Art déco dans le centre d’Anvers, cela en tant que conseiller et, semble-t-il, avec mission d'en surveiller de près la réalisation, aux côtés de Jan Vanhoenacker, l’architecte principal du projet. En 1930, il dessina plusieurs ouvrages en vue de la tenue de l’exposition universelle d’Anvers, et réalisa en 1933, dans un style résolument moderniste, les bâtiments d’entrée et de ventilation (comprenant escaliers mécaniques et ascenseurs) des nouveaux tunnels sous l’Escaut. Son plan d’urbanisation de la rive gauche de 1932, où il prévoyait de faire ériger une copie de la Boerentoren, ne fut pas mis à exécution. 
Van Averbeke fut par ailleurs amené à conduire des travaux de restauration ou de reconstruction du patrimoine bâti anversois, d’abord dans le sillage de la Première Guerre mondiale ; ainsi, en 1926, le grand clocher de la cathédrale Notre-Dame d’Anvers fut-il restauré sous sa direction, puis, pendant la Seconde Guerre, l’hôtel particulier qui avait appartenu au peintre Rubens. Il fut nommé par la suite, en 1945, conservateur du nouveau musée hébergé dans ladite maison Rubens, la Rubenshuis. 
À la suite de son décès le 1er février 1946, la municipalité d’Anvers l’honora de funérailles officielles dans le grand cimetière Schoonselhof, au sud de la ville.
 

## Réalisations
La subdivision en périodes – Art nouveau, Art déco, Nouvelle Objectivité – que nous avons adoptée pour l’œuvre de Van Averbeke a pour but principal d’offrir des points de repère et ne fait que refléter le style architectural en vogue dans les périodes respectives ; cette subdivision a certes sa pertinence, dans la mesure où elle recoupe le style architectural pratiqué en majorité par l’architecte dans chacune de ces périodes, puisque Van Averbeke participait aux différents courants de son époque. Il importe de souligner toutefois que la catégorisation que semble impliquer cette subdivision n'est pas exclusive, voire pourrait apparaître un peu artificielle s’agissant d'un architecte aussi protéiforme, attendu que celui-ci conçut des édifices d’autres styles que ceux cités, et même de styles assez en dehors du courant alors dominant, suivant les desiderata ou le goût de ses commanditaires publics ou privés. De plus, ainsi que l’observa son collègue Renaat Braem, « alors que l’évolution générale du style présente une transition brusque de l’Art nouveau vers une architecture épurée, par élimination de tout ornement, telle qu’amorcée par Henry Van de Velde, l’œuvre de Van Averbeke est un modèle d’évolution graduelle, sans la rupture qui s’était manifestée chez la plupart des modernistes à la suite de la catastrophe de 1914-1918 ».
La quasi-totalité de ses ouvrages se situe dans l'agglomération anversoise.

### Période Art nouveau
Maison du Peuple

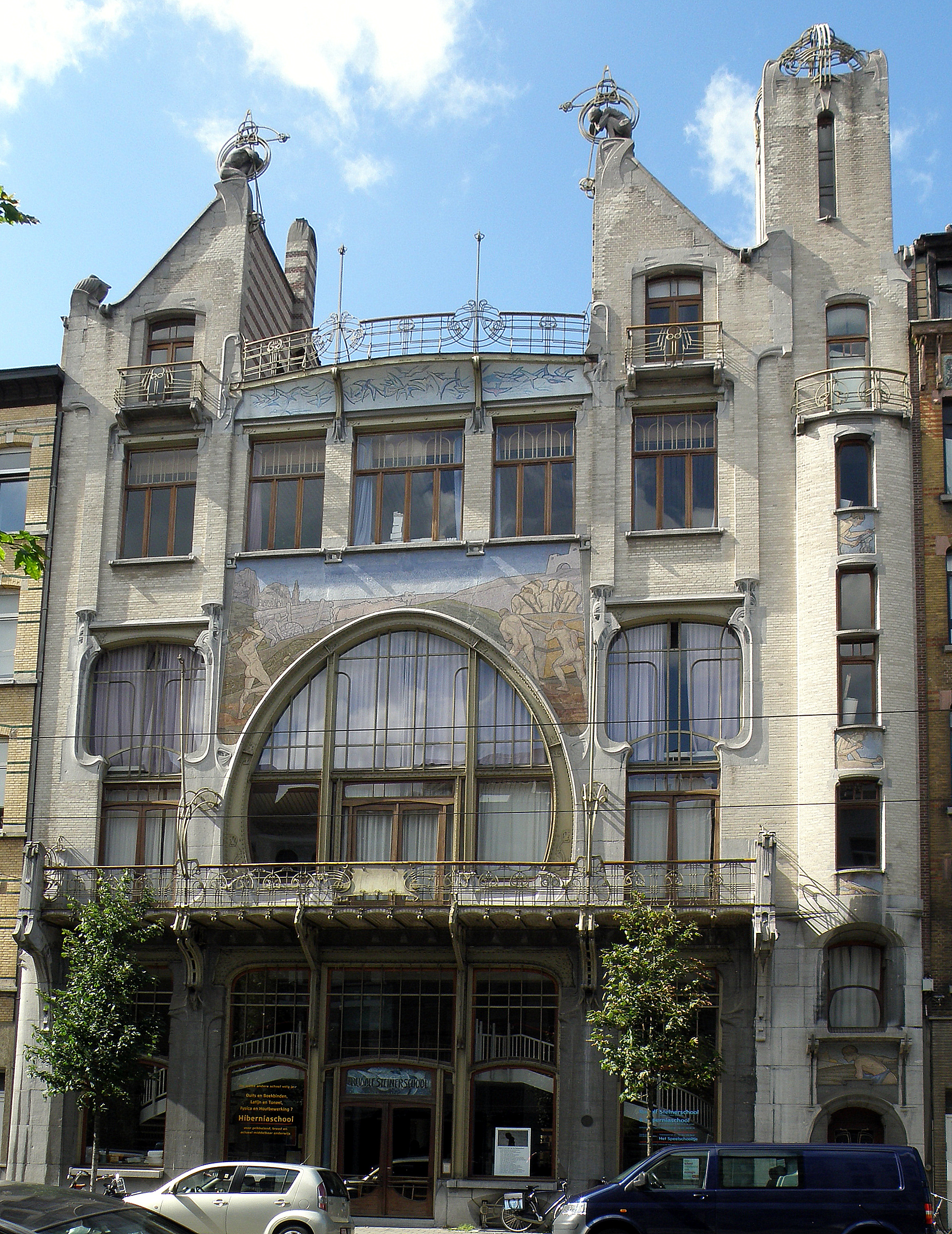
Maison du Peuple (Anvers), création de Jan van Asperen et Émile van Averbeke (1901).

Cet édifice de 1901, qui fut autrefois la Maison du Peuple libérale anversoise et siège de la coopérative libérale Help U Zelve (litt. Aide-toi toi-même), est une réalisation conjointe de Jan Van Asperen et Émile Van Averbeke
Le bâtiment, avec sa façade bigarrée et foisonnante, ornée de sculptures et de mosaïques, passe pour un des exemples les plus réussis du style Art nouveau à Anvers. 
Place Reine Astrid
Van Averbeke et Émile Thielens furent chargés au début du siècle de fournir les plans d’un ensemble concerté sur le côté est de la place Reine Astrid (en néerl. Koningin Astridplein), qui faisait face à la Gare centrale nouvellement construite et fut aménagée dans sa forme actuelle vers 1904. L’ensemble se compose de six immeubles contigus, de style éclectique et Art Nouveau, auxquels l’emploi de la même pierre de taille blanche comme parement et l’application de mosaïques apparentées assure un certain degré d’uniformité, et dont seul le rez-de-chaussée s’écarte des plans d’origine. Ce sont, de gauche à droite :
- le bâtiment d’entrée de la salle des fêtes de la Société royale zoologique d’Anvers (KMDA, selon son sigle néerlandais), construction d’une seule travée et de trois étages, surmontée d’une lanterne polygonale coiffée d’une coupole. La travée unique est flanquée de part et d’autre de forts pilastres diversement façonnés selon l’étage et se terminant chacun, au pied de la lanterne, par un amortissement en forme de pot-à-feu. Le portail d’entrée à arc outrepassé a gardé son grillage Art nouveau original en fer forgé ;

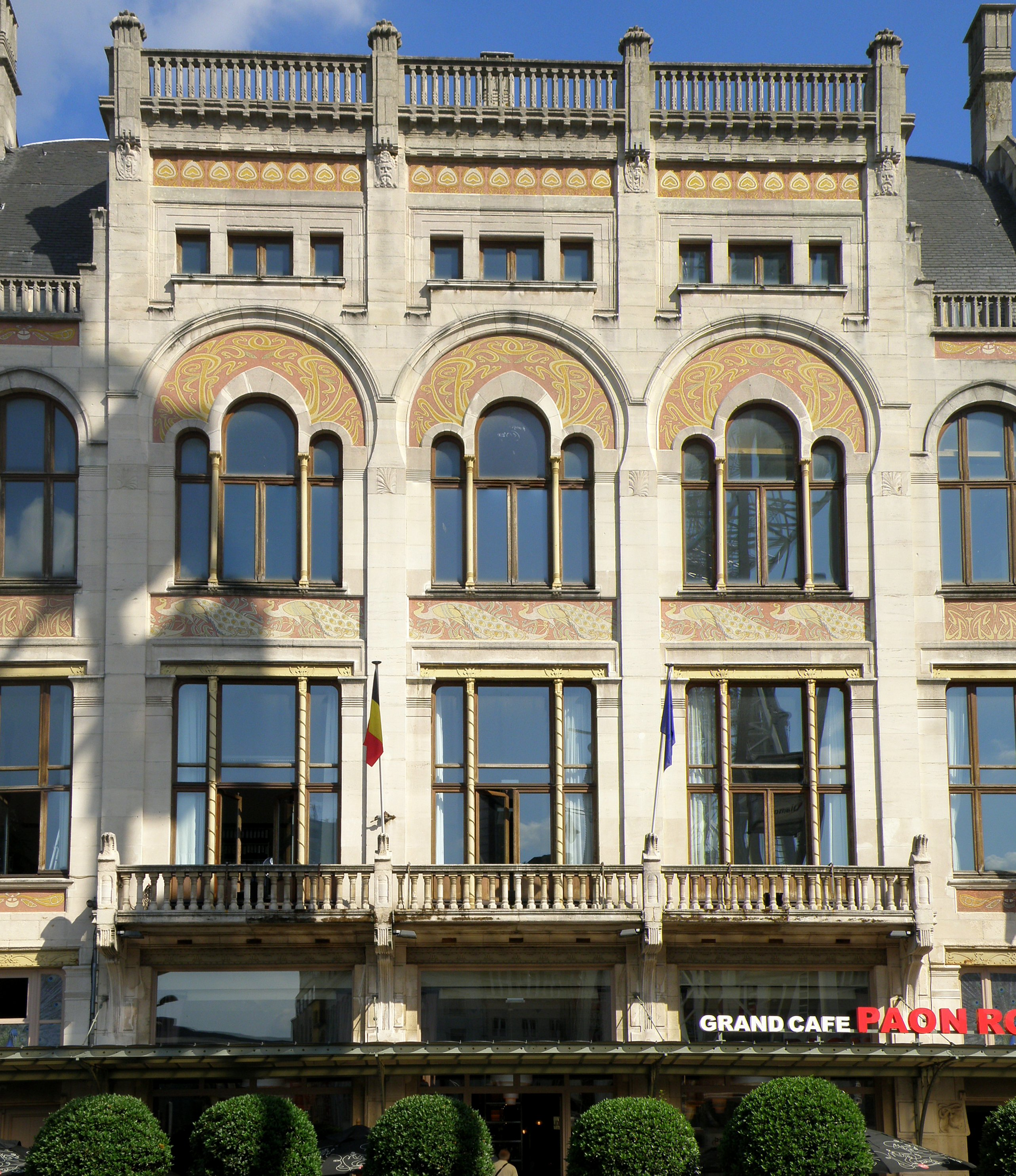
Café-restaurant Paon Royal

- l’ancien logis du directeur du zoo (n° 20), qui héberge aujourd’hui une partie du musée du Diamant, se signale en particulier par le balcon du 2e, occupant toute la largeur de la façade, bordé d’un garde-corps en fer forgé et reposant sur des consoles de style Art nouveau, et par sa frise à motifs floraux stylisés ;

- un groupe de quatre immeubles à magasin, d'ordonnance symétrique, totalisant 12 travées sur 5 niveaux, dont les deux travées latérales sont coiffées d’une lucarne-pignon, ensemble dans lequel on remarque le balcon du 3e sur consoles Art nouveau avec garde-corps en fer forgé régnant sur les quatre immeubles, une loggia au 5e embrassant les six travées médianes et soutenue par six arcades plein-cintre, un attique à balustrade, et de nombreuses tables de mosaïques (allèges, espace entre loggia et corniche) représentant e.a. des animaux, de style Art nouveau, et les amortissements en forme de babouin accroupi ornant le sommet de chacune des deux lucarnes-pignons, œuvres du sculpteur Josué Dupon;

- le café-restaurant Paon Royal, sans doute l’immeuble le plus marquant de l’ensemble, d’ordonnance symétrique, comportant quatre niveaux et cinq travées dont les trois centrales, plus larges et en légère saillie, sont surmontées d’une massive grande-lucarne rectangulaire, elle-même couronnée d’un attique à balustrade ; dans la façade se remarquent plus spécialement : les baies du deuxième étage, en triplet, séparées par des colonnettes, à plein-cintre mais à extrados à arc brisé, s’inscrivant dans des sortes de niches (une par travée) se terminant en arcs plein-cintre, lesquels déterminent des espaces ornés de sgraffites représentant des ramages stylisés de type Art nouveau de couleur orangée sur fond rouge-brun, auxquels répondent les sgraffrites, figurant des paons blancs sur fond brun, des allèges entre les premier et deuxième étages ;

- le secrétariat de la Société royale zoologique, édifice situé le plus à droite : de hauteur plus petite que les autres corps de bâtiment, et ne comportant que trois niveaux, mais d’aspect monumental par ses robustes pilastres, par son balcon à balustrade régnant sur l’ensemble, par son entablement classique avec attique, il attire l’attention par ses tables à sgraffites du second étage aveugle (ramages rouge-brun sur fond doré) et par une statue de bronze couronnant l’angle arrondi de l’édifice et représentant un dromadaire chevauché par un bédouin et placé sur un massif socle cylindrique, œuvre également de Josué Dupon.

Ensemble Verfaillie
Mercatorstraat, trois maisons à usage d'habitation

De 1901 date l’ensemble symétrique de trois maisons d’habitation de style Art nouveau de la Mercatorstraat, non loin de la gare centrale. Les élévations sont en brique jaune, rehaussées de pierre de taille pour certains linteaux (les autres sont en acier), piédroits, soubassements, appuis à bec etc. Des ouvrages de ferronnerie décorent les balcons et les soupiraux. La maison centrale, en saillie et surélevée, comprend une logette dont la fenêtre s’appuie sur une allège couverte de mosaïques à motifs abstraits (cercles, courbes, rayons et spirales) d'allure Art nouveau. Les deux maisons latérales présentent une vaste baie à arc outrepassé précédées d’un petit balcon. Les pieds-droits des portes d’entrée vont se rétrécissant légèrement et sont ornés de motifs Art nouveau linéaires, semblables à ceux qui ornent également d’autres éléments de pierre de la façade, en particulier les amortissements en pinacle par lesquels s'achèvent les pilastres des deux maisons latérales. L’agencement intérieur est classique et la décoration sobre.
Maison personnelle de l'architecte sise Cobdenstraat
La maison particulière que Van Averbeke construisit en 1907 pour lui-même dans la Cobdenstraat, illustre son évolution vers un Art nouveau plus géométrique. Construite en brique blanche, avec pierre décorative, hormis le rez-de-chaussée dont le parement est tout entier en pierre, la façade présente une ordonnance générale irrégulière. La travée principale, percée d’une fenêtre plein-cintre au premier, est encadrée de pilastres creux se terminant par des chapiteaux décorés de sobres motifs Art nouveau géométriques (lignes, cercles). Le même géométrisme caractérise la ferronnerie des balcons des premier et second étages. La menuiserie des fenêtres et les vitres fumées d’origine ont été conservées. À l’intérieur, la disposition des pièces est classique.

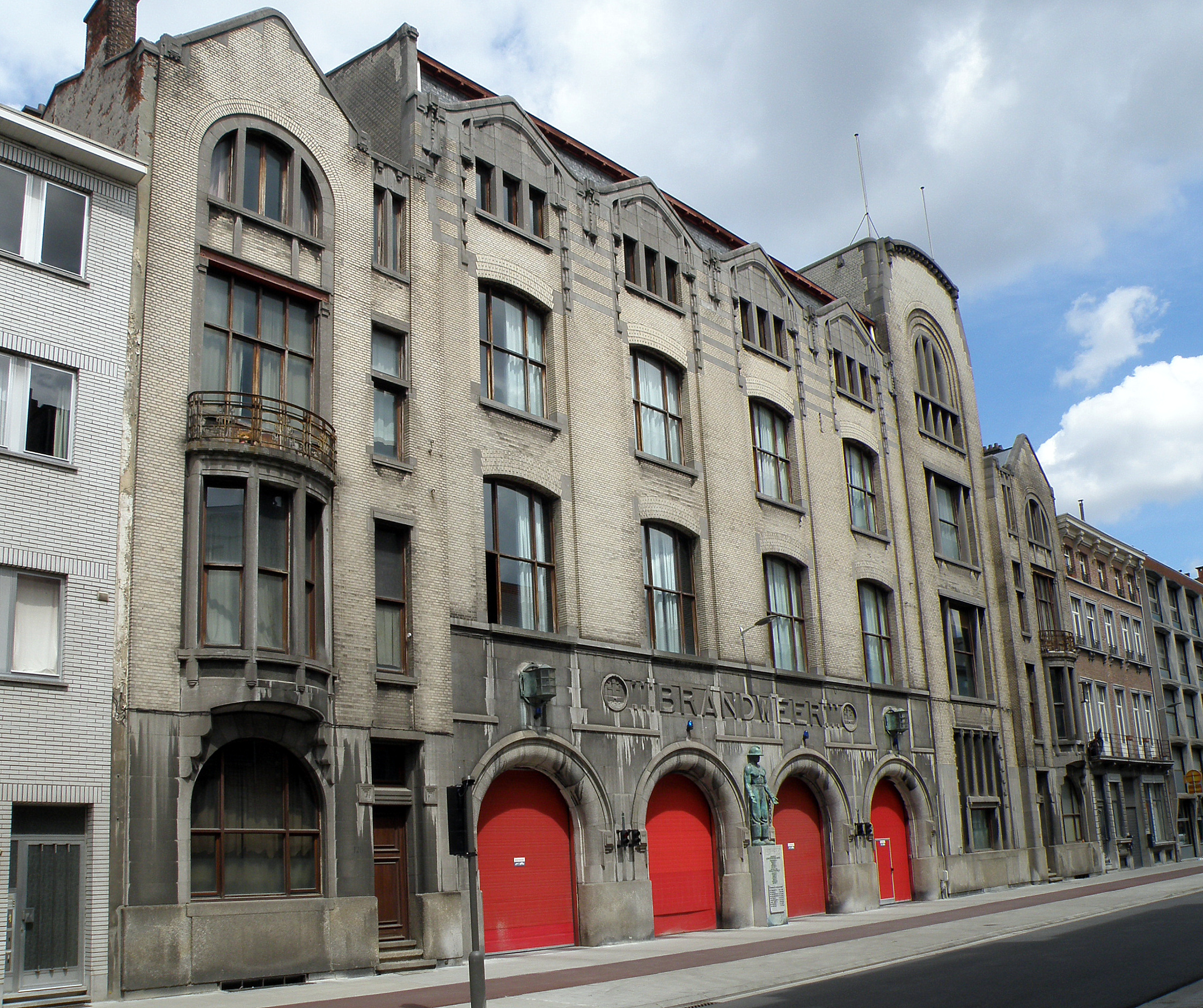
Caserne de pompiers de la rue du Palais.

Caserne de sapeurs-pompiers de la rue du Palais
La caserne de sapeurs-pompiers de la Paleisstraat à Anvers, ensemble de corps de bâtiment disposés autour d’une cour intérieure, avec façade principale sur la Paleisstraat et une deuxième façade sur la Bestormingsstraat, fut réalisée selon des plans que Van Asperen dressa pour le compte de la municipalité en 1907 en collaboration avec Van Averbeke, ce dernier s’étant chargé en particulier, semble-t-il, de dessiner les façades. Le corps de bâtiment sur la Paleisstraat présente une façade Art nouveau fort sobre, en brique blanche avec usage décoratif de pierre de taille bleue, longue de neuf travées, combinant murs pignons et murs gouttereau, et comprenant une « tour », qui correspond en fait à une septième travée surélevée. Les deux premières et deux dernières travées, qui forment des façades pignon, sont les logis des officiers de sapeurs-pompiers, tandis que les autres travées, marquées au rez-de-chaussée par des portes cochères plein-cintre lourdement profilées, renferment les locaux fonctionnels. La façade porte l’empreinte typique de Van Averbeke, notamment par les lésènes de l’étage supérieur et par la présence de pans de mur en léger retrait s’étendant sur toute la hauteur de l’édifice et dans lesquels viennent s’inscrire les baies dont celle supérieure se termine en plein-cintre, éléments qui se remarquent également dans la caserne de pompiers de la Halenstraat (1912). Par sa verticalité, son géométrisme, sa sobriété, par l'impression de robuste monumentalité qui s'en dégage, l'édifice est illustratif de la transition de l'architecte vers l’Art déco. 
Maison d'habitation sise Sanderusstraat
De la même époque date la maison individuelle Art nouveau de la Sanderusstraat, assez semblable, abstraction faite de son ordonnance symétrique, à la maison de la Cobdenstraat, notamment en ce qui concerne les matériaux utilisés (brique blanche, pierre pour les éléments décoratifs) et l’ornementation (lignes Art nouveau conceptuelles sculptées dans les bases et amortissements des pilastres, dans les consoles du balcon du premier étage) ; rappellent également la maison de la Cobdenstraat la subdivision de la grande baie à arc brisé outrepassé du premier et la ferronnerie du garde-corps de son balcon. 
Hof van Nauwelaerts et Orangerie
Le manoir Nauwelaerts à Berchem, dans la proche banlieue anversoise, et l’Orangerie dans le quartier Kiel, respectivement de style néo-traditionnel et néo-classique, ne se rattachent à aucun courant d'avant-garde. Le premier édifice, inspiré du style campagnard du XVIIe siècle, construit en 1910 et 1911, en brique rouge rehaussé de pierre de taille blanche pour les éléments fonctionnels et décoratifs, fut une commande de l’artiste-peintre Joris Nauwelaerts, et devait lui servir de logis et d’atelier. La toiture à croupettes, couverte de chaume à l’origine, les fenêtres à meneaux, les ferrures des portes et des volets, ainsi que le grand jardin qui l’entourait (transformé entre-temps en jardin public, de même que le bâtiment lui-même a été réaménagé en restaurant) devaient accentuer le caractère rural de l’ensemble, situé du reste dans un quartier de Berchem alors encore largement agreste. L’ancienne orangerie du Kiel, elle aussi réaménagée, en 1952, en Salle des fêtes municipale (Stadsfeestzaal Kiel), monumentale bâtisse toute en longueur, d’une travée sur quinze, de brique rouge et pierre de taille bleue, fut construit en 1912, originellement à l’usage du service des parcs et plantations de la ville d’Anvers. La façade longue est ponctuée de pilastres simples encadrant de hautes baies à arc plein-cintre à clef. La façade courte, de même que la façade longue en son milieu, comporte une travée d’entrée de forte hauteur, à ébrasement à ressauts et voussure. Le bâtiment est couronné de cordons, d’une frise plate, d’une corniche sur modillons, laquelle épouse la courbe surélevée des monumentales entrées, et d’un sobre attique.

### Période Art déco
Boerentoren
La Boerentoren (litt. tour aux paysans), qui passe, avec ses 25 étages et ses 87 m de hauteur, pour être le premier gratte-ciel en Europe, est sans conteste l’édifice le plus marquant de l’époque Art déco à Anvers, et a acquis valeur d'emblème de la ville, au même titre que la cathédrale. Elle fut érigée entre 1928 et 1931 selon des plans dessinés essentiellement par Jan Vanhoenacker, avec la collaboration toutefois de Van Averbeke, qui agissait pour le compte de la municipalité, et de Jos Smolderen. La construction qui, outre la tour, comporte de part et d’autre de celle-ci deux ailes de 9 étages, est entièrement portée par une ossature d’acier intégrée, et recouverte d’une pierre de parement blanche. L’entrée principale, à parement de marbre et de granite, est surmontée de quatre monumentales statues, disposées en hauteur, de style Art déco. Décorent également l’édifice, à la hauteur du septième étage, une grande madone et, sur les deux ailes latérales, une série de grands panneaux en relief figurant des animaux et des fruits.

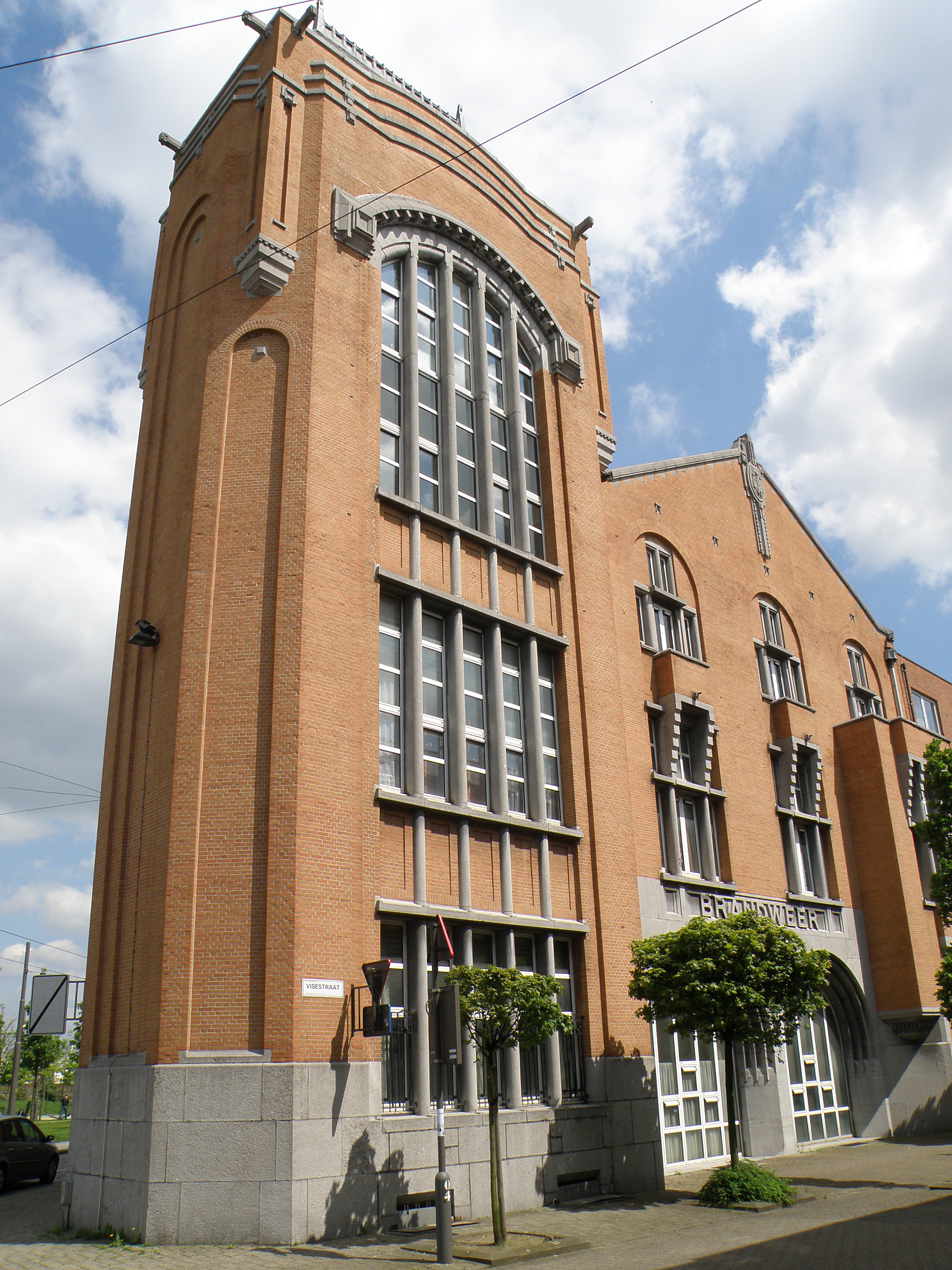
Caserne de sapeurs-pompiers, Halenstraat, 1913.

Caserne de sapeurs-pompiers de la Halenstraat
L’ancienne caserne de sapeurs-pompiers de la Halenstraat à Anvers, projet de Van Averbeke datant de 1912, mais qui est depuis 1947 réaménagée en immeuble à appartements, n’est pas sans rappeler, quoique construite en brique rouge, la caserne de pompiers de la rue du Palais : par ses baies rectangulaires ou à arc surbaissé, dotés de façons de meneaux de pierre verticaux, qui s’inscrivent dans de hautes niches se terminant en arc plein-cintre (en particulier, les vastes baies de la tour octogonale qui fait l’angle entre la rue de Visé et la rue Halen, baies inscrites comme les autres dans un ample renfoncement de la façade, ont des meneaux qui se prolongent, au niveau des allèges, par des colonnettes et forment avec celles-ci de longues lignes verticales sur toute la hauteur de la tour et en soulignent la verticalité) ; par ses portes cochères à arc plein-cintre marquées d'un lourd chambranle de pierre, etc.
Logements sociaux
Dans le cadre de ses fonctions d’architecte municipal, Van Averbeke fut amené à dessiner les plans de logements sociaux, en vue de la mise en œuvre de la politique de logement de la ville d’Anvers. Ainsi, dans la décennie 1920, livra-t-il les plans de plusieurs grands immeubles à appartements, dans le style Art déco, en particulier sur le quai de l’Escaut au sud de la cathédrale. Ces immeubles ont pour caractéristiques communes de compter quatre étages, d’occuper toute une face d’un pâté de maisons, d’être percés de fenêtres rectangulaires, d’être couvert d’un toit plat, et de faire alterner dans leurs façades les travées à fenêtres, à parement d’enduit clair, et les travées à portes d’entrée et à escaliers, lesquelles, en brique rouge et apparaissant en saillie, apportent à l’ensemble un élément verticalisant. L’immeuble du quai Cockerill présente en outre, au niveau de la maçonnerie des façades et de l’encadrement et la menuiserie des portes d’entrée, quelques éléments décoratifs d’allure Art déco. L’immeuble du quai De Gerlache, de 1921, loin d’être le plus intéressant sous le rapport architectural, et du reste rendu méconnaissable par une rénovation récente (apposition de panneaux de parement blancs), mérite mention cependant pour avoir été à partir de 1924 le logis du peintre Jozef Peeters, et d’avoir reçu, étant le siège de rédaction de la revue d’avant-garde Het Overzicht, les visites répétées des écrivains Paul Van Ostayen, Eddy Du Perron, Michel Seuphor et de toute l’avant-garde anversoise des années vingt.

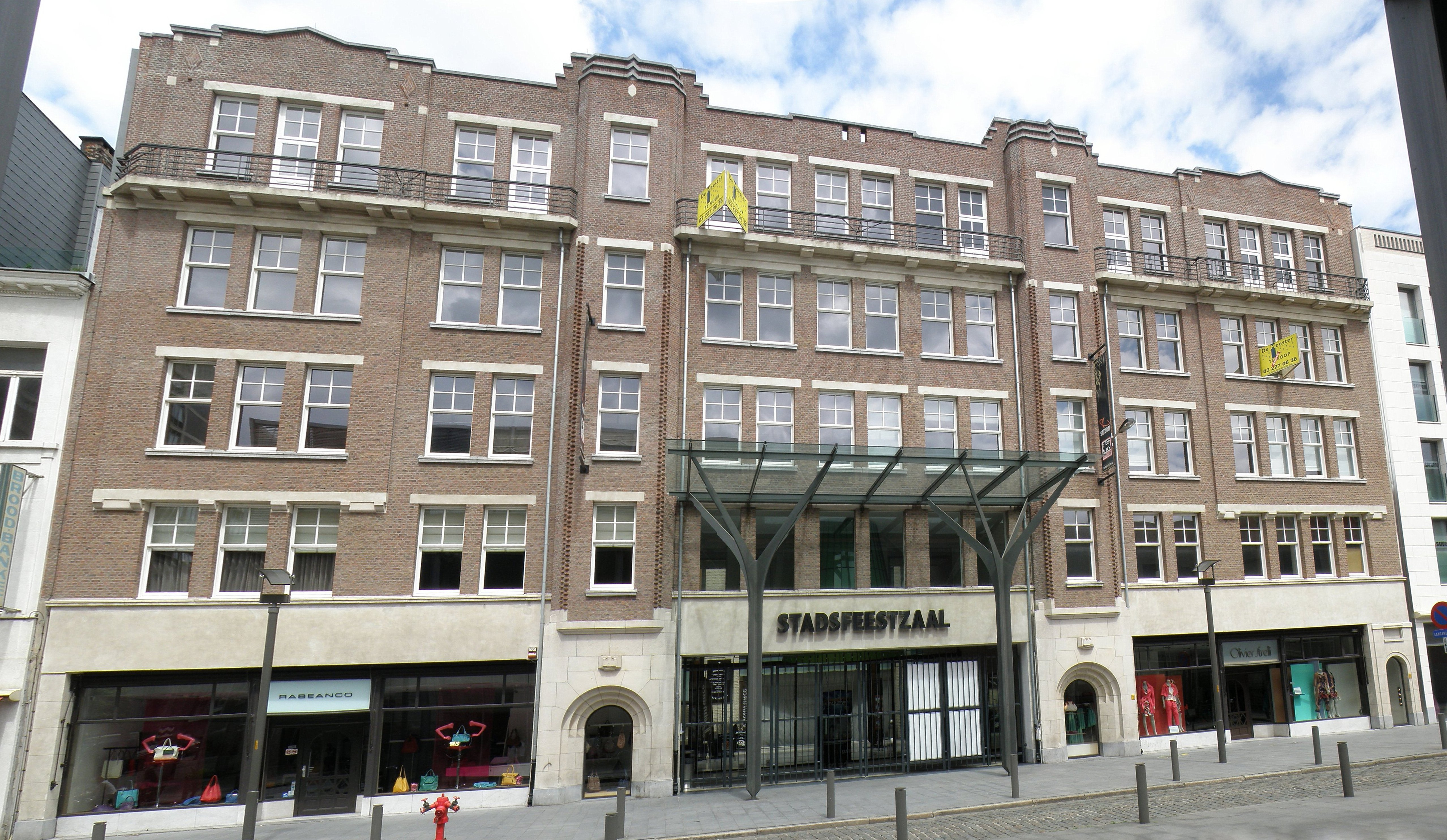
Immeuble à appartements, Hopland.

Complexe d'habitation de la rue Hopland

Le complexe d’habitation de la rue Hopland, conçu en 1921 et situé dans le vieux centre d’Anvers, s’écarte de ce modèle général. La sobre façade Art déco, de brique sauf au rez-de-chaussée, comportant 19 travées et 4 étages (ceux-ci comprenant trois appartements chacun, de plan chaque fois différent) est modulée d’une part par deux travées d’entrée en ressaut, formant tourelle, ornés de motifs de brique verticaux et se terminant par un couronnement en gradins dépassant la corniche, et d’autre part par des plans en saillie dans lesquelles s’inscrivent les fenêtres des trois (à gauche) et quatre (à droite) travées latérales. On remarque en outre trois balcons continus à l’étage supérieur reliant les travées avec les deux tourelles centrales, et les portes d’entrée ébrasées, à arc plein-centre et voussure à ressauts, assez caractéristiques de l’architecte. 
Stedelijk Instituut voor Sierkunsten en Ambachten
Toujours dans le cadre de sa fonction d’architecte municipal, Van Averbeke fut appelé à créer nombre d’établissements scolaires, dont, dans la période considérée, entre 1919 et 1925, l’Institut municipal des Arts et Métiers (en néerl. Stedelijk Instituut voor Sierkunsten en Ambachten, en abrégé SISA), dans le quartier récemment appelé Eilandje, vers le vieux port. Ce groupe scolaire se compose d’une aile avant et d’une aile arrière, que raccordent entre elles à leurs extrémités deux murs de clôture. L’aile avant, construite en brique sur soubassement en moellons, comporte de un à trois niveaux, et donc une corniche de hauteurs différentes, les travées d’escalier en tourelle, surmontées d’un pignon, servant de transition. Seuls quelques pilastres, amortissements en pierre de taille sculptés de lignes Art déco, des frises à motifs de brique, l’ébrasure des portes et le support sculpté des tourelles rompent l’austère sobriété symétrique de l’ensemble. 
Exposition universelle

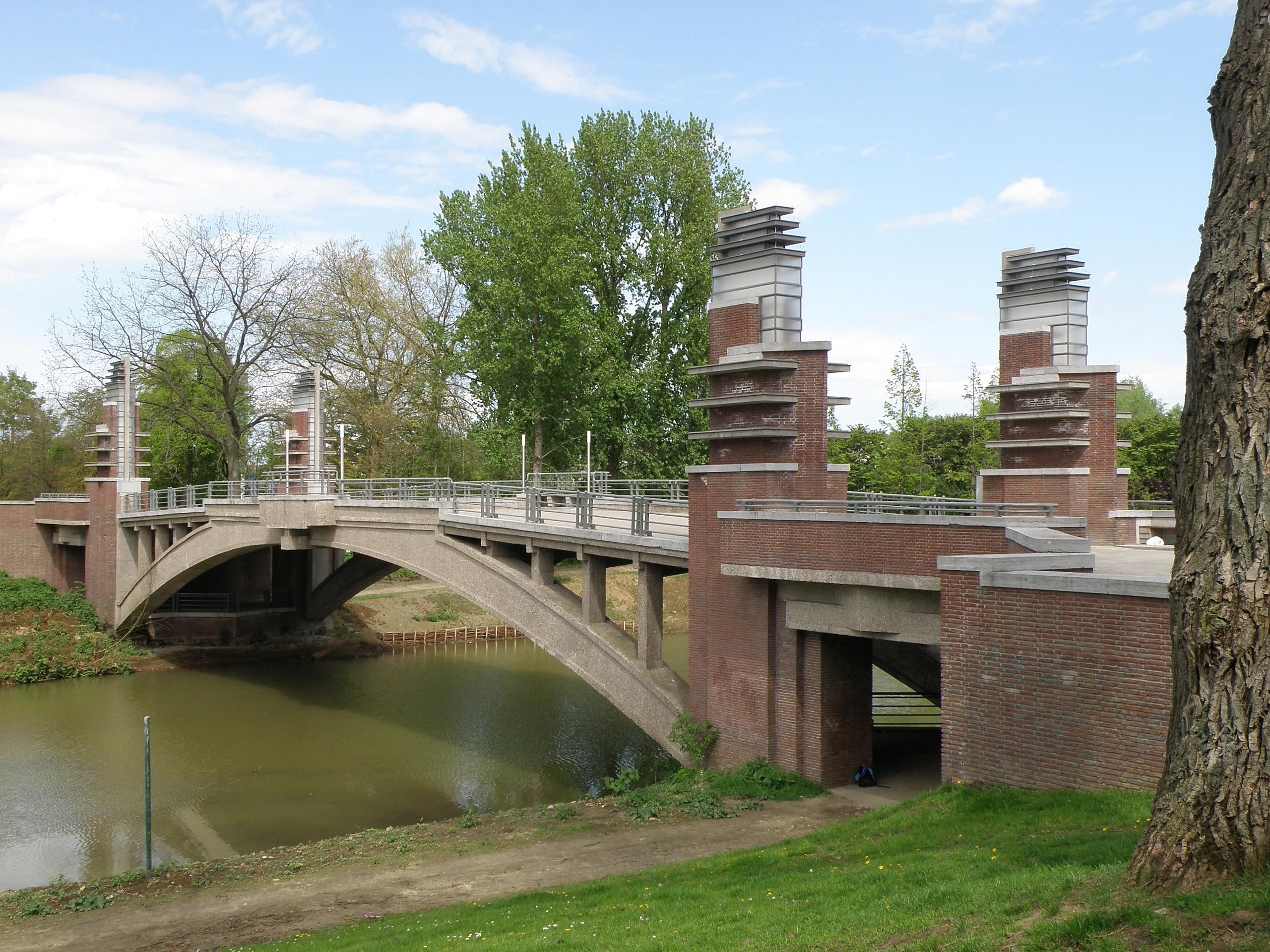
L'un des deux ponts identiques enjambant l'ancien ravelin, construits en vue de l'Exposition universelle de 1930.

Van Averbeke, alors qu’il était architecte communal depuis une vingtaine d’années déjà, eut un rôle important dans la construction du site de l’exposition universelle tenue à Anvers sous la mandature du bourgmestre Frans Van Cauwelaert en 1930. C’est en définitive Van Averbeke lui-même qui en choisit l’emplacement, ayant su en 1926 amener le Comité d’initiative à choisir parmi les quatre emplacements proposés celui qui avait sa préférence, à savoir : le triangle situé entre la Jan Van Rijswijcklaan à l’est, le chemin de fer Anvers-Malines à l’ouest (démantelé depuis et remplacé par la Jan De Voslei), et les anciennes fortifications d’Anvers au nord. Ces dernières, dites fortifications Brialmont, du nom de leur concepteur, avaient été construites tout autour d’Anvers vers 1860, mais perdirent leur fonction militaire dès 1906, ne mettant plus, du coup, aucun obstacle à l’expansion de la ville vers le sud et l’est. 
L’exposition universelle de 1930 s’inscrivait aussi dans le cadre d’une politique urbanistique et devait servir comme un stimulateur en vue de développer un nouveau quartier au sud d’Anvers et d’engager pour cela les grands travaux d’infrastructure y afférents. Le plan au sol du site d’exposition sera ensuite à la base de l’aménagement urbain du quartier dit de l’Exposition (Tentoonstellingswijk) sur le Kiel, et les propositions formulées e.a. par Van Averbeke, et aussi celles concurrentes, doivent être vues sous cet angle.
Les plans du site d’exposition que Van Averbeke, sans doute influencé par les projets d’urbanisation de Hendrik Petrus Berlage, dressa en 1926 prévoyaient, tout en intégrant les infrastructures déjà existantes (rues déjà planifiées des lotissements, parcelles vendues et bâties dès avant l'exposition, espaces verts, voies ferrées, fortifications etc.), une ordonnance au sol très strictement structurée comportant une répartition équilibrée et symétrique des pavillons et des halles d’exposition le long de larges avenues rectilignes. Cependant, le Comité exécutif de l’Exposition universelle d'Anvers 1930, après avoir apporté quelques retouches au projet fin 1926, confia à Jos Smolderen, chef-architecte officiel de l’exposition, le soin de développer plus avant et de parachever le projet ; celui-ci opta pour un agencement moins strict et tendit à éparpiller espaces verts et pavillons.
Lors de l’aménagement du site, il fut décidé d’y intégrer un des ravelins des fortifications Brialmont, qui limitaient le site au nord, compte tenu qu’au nord du fossé de ce ravelin se trouvait, isolé, le pavillon britannique, qu’il convenait alors de relier au reste du site par des ponts. L’on se proposait par ailleurs d’incorporer le ravelin dans le futur nouveau quartier à titre d’espace vert. C’est ainsi que Van Averbeke, en collaboration avec A. De Mol, conçut les deux ponts identiques qui enjambaient, en enjambent encore, le fossé du ravelin. Du point de vue stylistique, ces ponts à arche unique, construits à partir de matériaux modernes tels que béton armé et acier, s’accordaient parfaitement, en les combinant harmonieusement, avec les orientations choisies en matière d’architecture par le Comité, savoir les styles en vogue dans l’entre-deux-guerres, Art déco et modernisme – le premier incarné dans les projets de Jos Smolderen, tels que le restaurant du centenaire, la future église du Christ-Roi, et nombre de fontaines et réverbères, le second par les contributions de Léon Stynen, L.H. De Koninck, J. Eggericx et Eduard Van Steenbergen. Ainsi, les parties en béton des ponts incorporent-ils des éléments sculptés abstraits Art déco et les garde-corps métalliques relèvent-ils clairement de l’esthétique Art déco, tandis qu'au contraire les parties maçonnées, où prime le souci d'agencer des volumes surtout parallélépipédiques et d'équilibrer horizontalité et verticalité, renvoient vers le modernisme, et trahissent l’influence d’un Willem Marinus Dudok. Les quatre armatures d'éclairage – l’éclairage électrique était un élément emblématique de cette exposition universelle –, disposés sur hauts socles de brique, réfèrent aux idées du mouvement hollandais De Stijl et à l’expressionnisme, et apportent une touche de verticalité aux deux ouvrages ; gravement endommagées pendant la Deuxième Guerre mondiale, elles furent récemment (vers 2010) reconstruites à l’identique par la municipalité anversoise.
École de la Pestalozzistraat

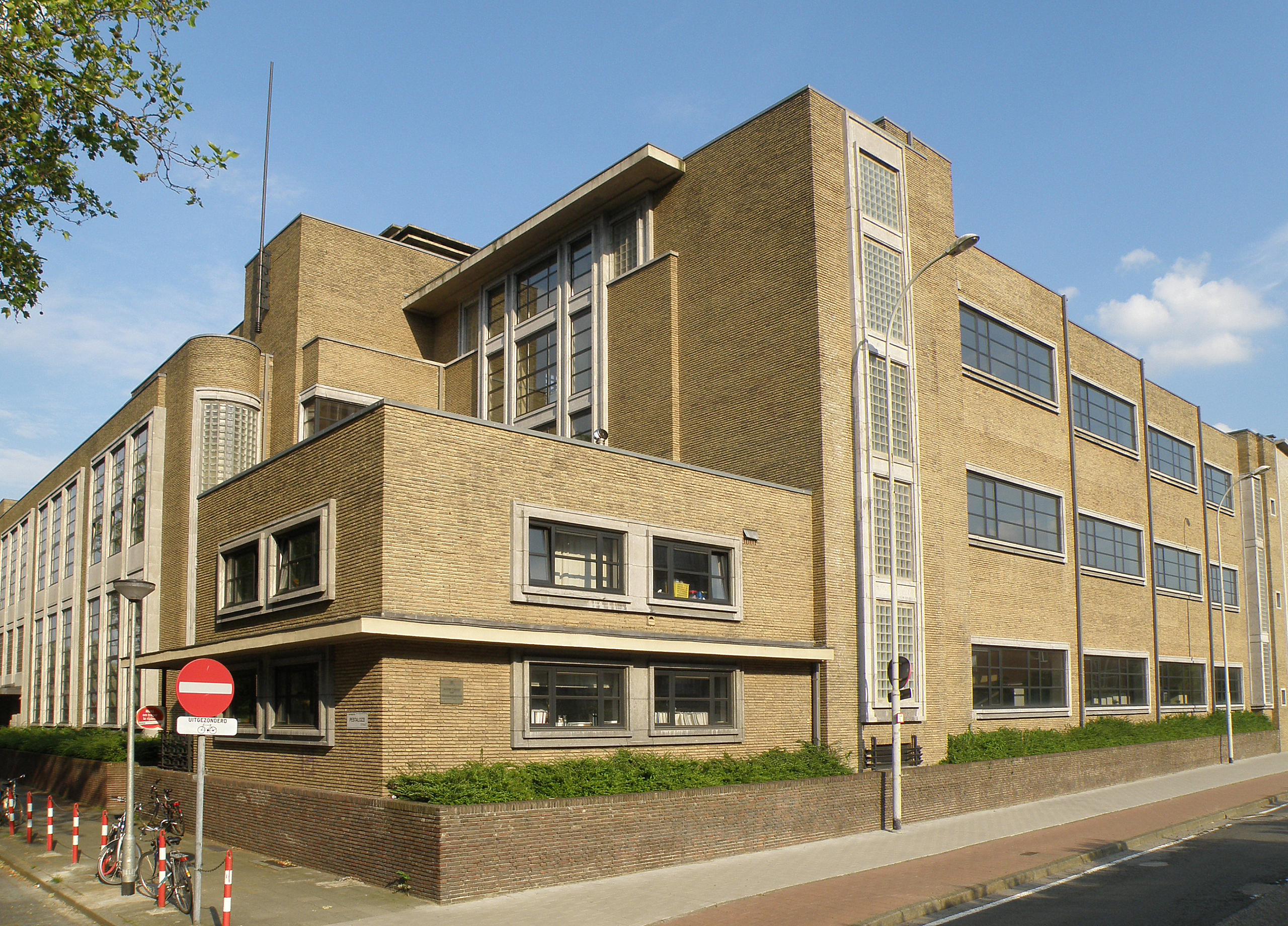
L'école de la Pestalozzistraat.

Un autre témoignage de l’Exposition universelle d’Anvers de 1930 est l’établissement scolaire (en néerl. Stedelijke Normaal- en Oefenschool) de la Pestalozzistraat, à l’origine pavillon de l’Art flamand, conçu en 1929-31 par Van Averbeke en collaboration avec A. Fivez en A. Demol, ensuite remanié et réaménagé en école primaire et inauguré comme tel en 1932. Cet édifice de brique brune illustre la transition accomplie par l’architecte de l’Art déco vers le style Nouvelle Objectivité : tandis que l’Art déco n’y est plus guère qu’un vague souvenir, sous la forme d’une disposition d’une partie des baies en plages verticales dans la façade, introduisant encore une impression de robuste monumentalité, le bâtiment se rattache résolument au modernisme en ce qu’il vaut surtout par le jeu des masses parallélépipédiques, de hauteur différente et agencées en léger décalage les unes par rapport aux autres, tout en sacrifiant néanmoins largement à la symétrie, mais par ailleurs entièrement dépouillées de toute décoration. Seul un unique et étroit pan de mur arrondi tempère quelque peu le parti-pris d'orthogonalité.
Les deux ponts sur le ravelin, l’établissement scolaire de la Pestalozzistraat, et la monumentale église du Christ-Roi dans la même rue, œuvre de Jos Smolderen, combinant Art déco et style néo-byzantin, et à l’origine également un des pavillons de l’exposition, sont les trois seules constructions à subsister de l’Exposition universelle d’Anvers de 1930. Destinées toutes trois à être intégrées dans le tissu urbain du nouveau quartier en projet, elles avaient été érigées en matériaux durables, à la différence des autres pavillons qui, en raison de leur caractère provisoire, avaient été construits en bois, plâtre, bâche, pierre d’imitation etc. Il est à souligner que les deux ponts de Van Averbeke, et le projet d’urbanisation dont ils étaient constitutifs, ont sans doute permis la préservation jusqu’à ce jour du ravelin que ces ponts enjambaient, seul vestige, avec un autre ravelin très semblable un peu plus à l’est, sur le territoire de Berchem, et un fossé avec quelques murailles plus loin encore à l’est, des fortifications de Brialmont, lesquelles furent pour le reste entièrement sacrifiées à la construction du périphérique autoroutier (le Ring) à la fin des années 1960.
Piscine de la Veldstraat

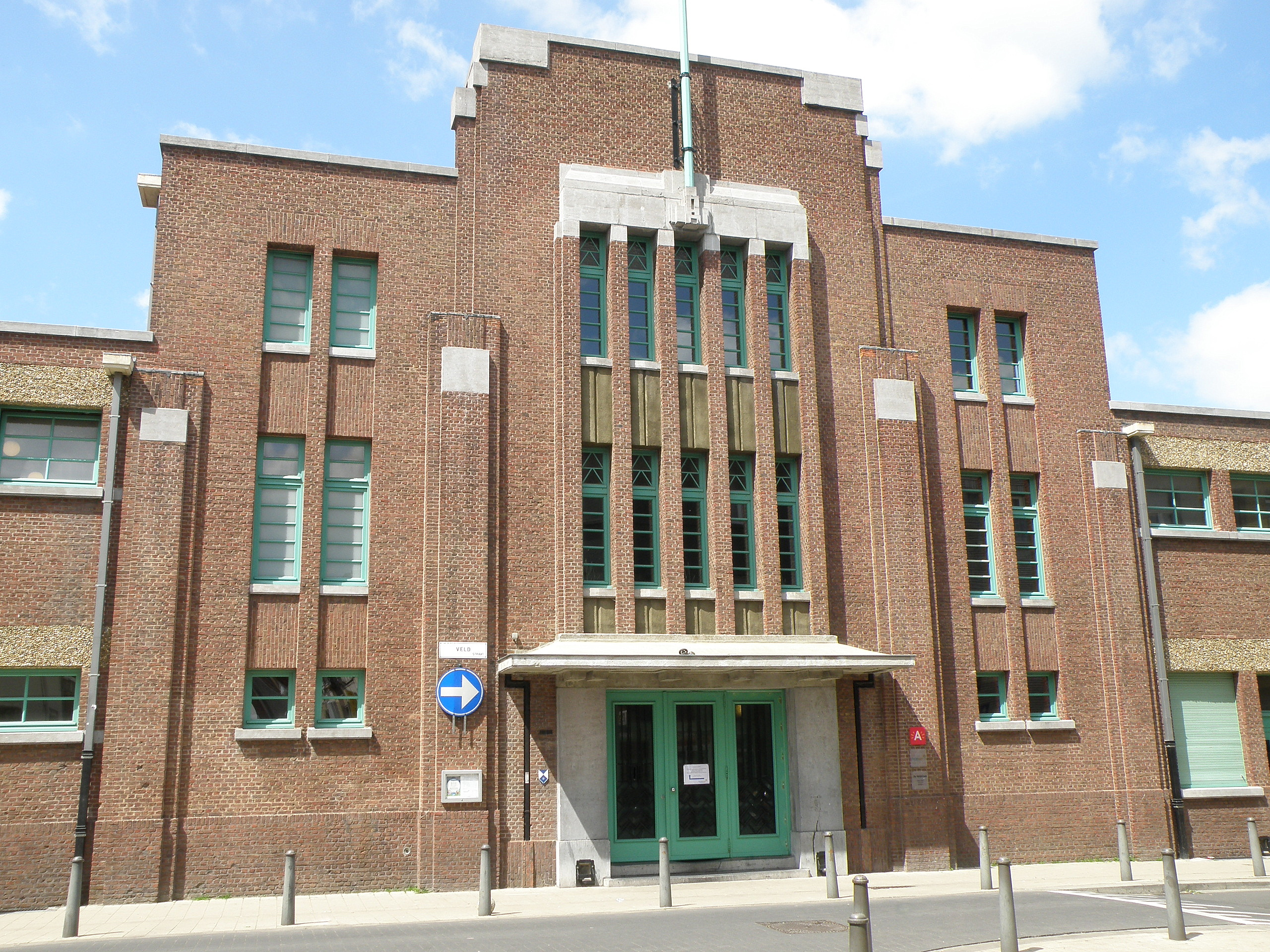
Piscine de la Veldstraat.

Si la piscine municipale de la Veldstraat, construite en 1931-1933 dans le quartier ouvrier Stuivenberg, faubourg nord d’Anvers, est l’œuvre de l’ingénieur Jozef Algoet pour l’importante partie technique, ce sont Van Averbeke et Van Asperen qui réalisèrent la partie architecturale. L’édifice, d’une conception méticuleuse, tant à l’intérieur qu’à l’extérieur, présente sur ses deux longues façades (Veldstraat et A. Engelsstraat), composées de brique brune, avec bandeaux en conglomérat de galets, une ordonnance régulière et symétrique. L’équipement et l’ameublement de l’établissement (carrelages, boiseries, vitraux, cabines-vestiaires, tribunes, cafeteria, escaliers, stuc décoratif du plafond etc.) ont été préservés et fait l’objet récemment (vers 2010), tout comme l’extérieur du bâtiment, d’une rénovation et restauration approfondies.

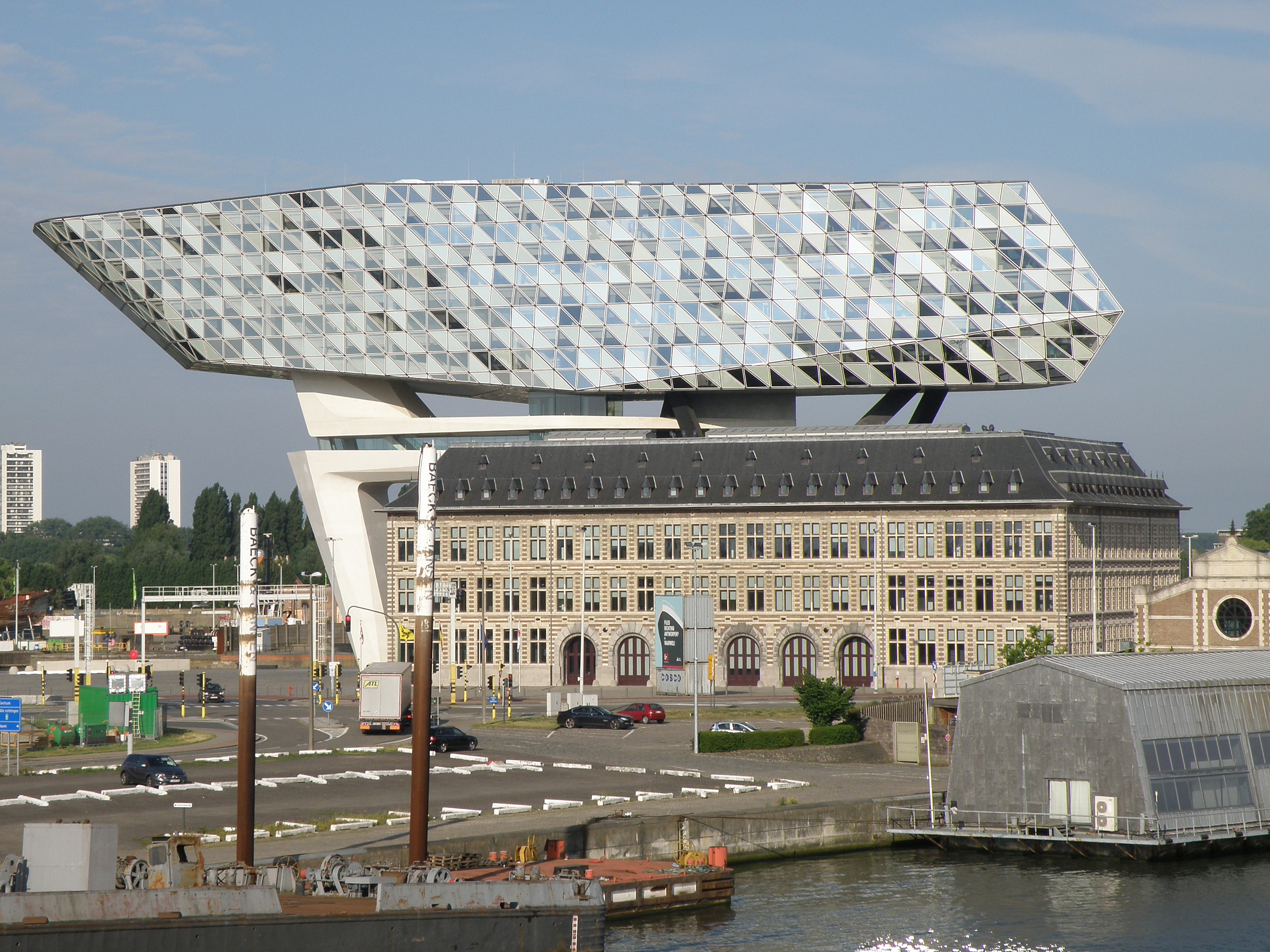
La caserne de pompiers de la Siberiastraat devenue Havenhuis, par ajout en 2015 d'une greffe high tech, et faisant office désormais de capitainerie du port d'Anvers.

Caserne de pompiers de la Siberiastraat
Cet imposant bâtiment, en style néotraditionnel, et se situant donc en dehors des courants architecturaux contemporains, date de 1922, et, s’il ne constitue pas une réplique exacte de la maison de la Hanse (en néerl. Hansahuis ou Oosterhuis, maison d’Orient), totalement détruit par un incendie en 1893, du moins s’en inspire très largement. Il s’agit d’un édifice composé de quatre ailes à deux étages et 24 (ailes nord et sud) ou 18 (ailes est et ouest) travées, disposées en carré autour d’une cour intérieure, sous toitures à croupes constellées d’innombrables petites lucarnes. Trois des façades (nord, est et ouest) sont, abstraction faite du nombre de travées, quasiment identiques : élevées en brique, elles montrent un usage abondant de pierre de taille blanche, tant pour les soubassements que pour une foule d’éléments décoratifs – encadrement des baies, pieds-droits et voussure ébrasée des portes cochères, meneaux et plates-bandes des fenêtres, trous de boulin, moulures saillantes entre les étages régnant sur l’ensemble, etc.; derrière la façade sud cependant, laquelle, en sa partie médiane, sur neuf travées, ne dépasse pas deux niveaux, se dresse une tour carrée, demeurée inachevée, couverte d’un parement qui alterne strates de briques et de pierre de taille, composant l’effet barde de lard, réputé caractéristique de la Renaissance flamande, et percée de fenêtres à meneau. Depuis 2016, le bâtiment se trouve coiffé d’une superstructure moderne de verre et de béton, en forme de coque de navire, surplombant la partie sud de l’ancienne caserne, œuvre de l’architecte anglo-irakienne Zaha Hadid, et héberge désormais, sous la nouvelle dénomination de Havenhuis (« capitainerie »), les services portuaires d’Anvers.

### Période Nouvelle Objectivité

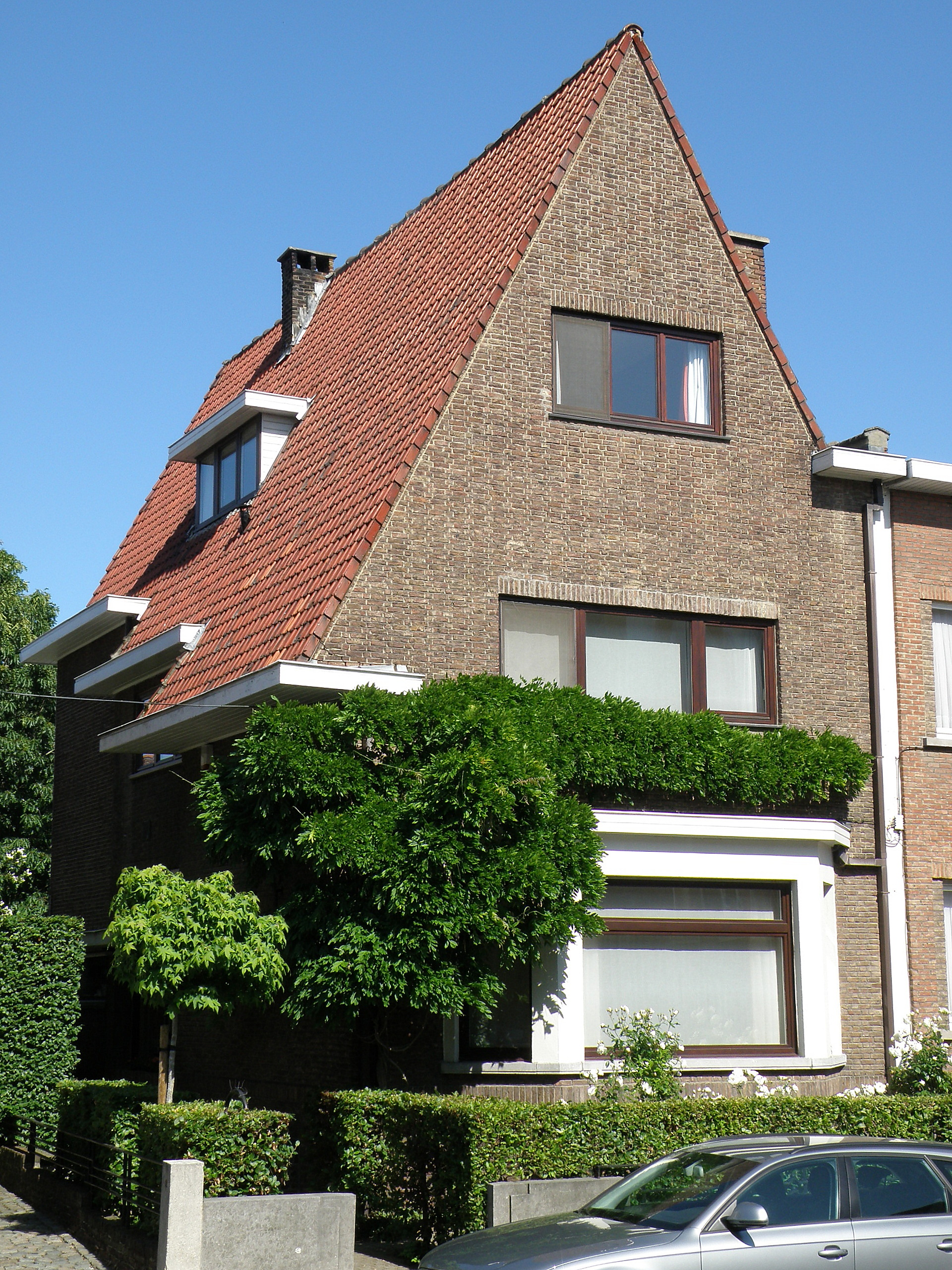
Maison d'habitation moderniste, av. Hof ter Schrieck (1931).

Maisons individuelles dans la banlieue anversoise
Si l’école de la Pestalozzistraat fut le premier édifice d’importance que créa Van Averbeke dans le style Nouvelle Objectivité, il fut aussi l’auteur d’un exemple très précoce, puisque datant de 1926 déjà, de ce nouveau style : une petite maison d’habitation, sise à l’angle Strijdhoflaan/Ruytenburgstraat, bâtie en brique brune, consistant en volumes cubiques légèrement décalés les uns par rapport aux autres, percés de baies rectangulaires, sans autre décoration qu’un petit panneau de mosaïques sur une de ses façades. Non loin de là, Hof ter Schriecklaan, se trouve une autre maison particulière de l’architecte, à trois façades, de 1931, également en brique brune, mais moins cubiste que la précédente car présentant sur rue une façade pignon assez pointue déterminée par un toit à pente raide ; la façade gouttereau présente une corniche à degrés s'adaptant aux ressauts horizontaux du mur latéral. Van Averbeke dessina pour lui-même, en 1932, rue Van Noten, une villa isolée, à étage, construction cubique en béton armé revêtue de brique brune, percée de fenêtres rectangulaires encadrées de pierre de taille, et laissant apparaître çà et là dans la façade des éléments porteurs en béton.
Bâtiments de ventilation des tunnels sous l'Escaut
De 1933 datent les deux bâtiments identiques, l’un sur la rive gauche, l’autre dans la vieille ville, qui surmontent les deux extrémités du tunnel piétonnier Sainte-Anne sous l’Escaut construit entre 1931 et 1933 selon les plans de Frankignoul, bâtiments qui servent d’une part de bâtiments d’entrée et d’autre part à héberger le système de ventilation dudit tunnel. Ces bâtiments de trois étages à ossature de béton armé, d’aspect robuste, revêtus de brique jaune, rehaussés de pierre de taille blanche pour les chambranles des fenêtres, qu’entoure au rez-de-chaussée une galerie de verre, se composent d’une partie médiane, où prédominent les lignes verticales, et de deux façons de tour flanquantes, plus élevées, se rétrécissant par degrés, dont une longue baie se prolongeant sur toute la hauteur accentue la verticalité, et qui sont ajourées dans leur partie supérieure par d’étroites fenêtres horizontales en doublet. Au-dessus du tunnel des véhicules, dit Waaslandtunnel, sur la rive gauche, se dresse un bâtiment de conception et de style semblables, mais à fonction uniquement de ventilation, dessiné cette même année 1933 également par Van Averbeke.

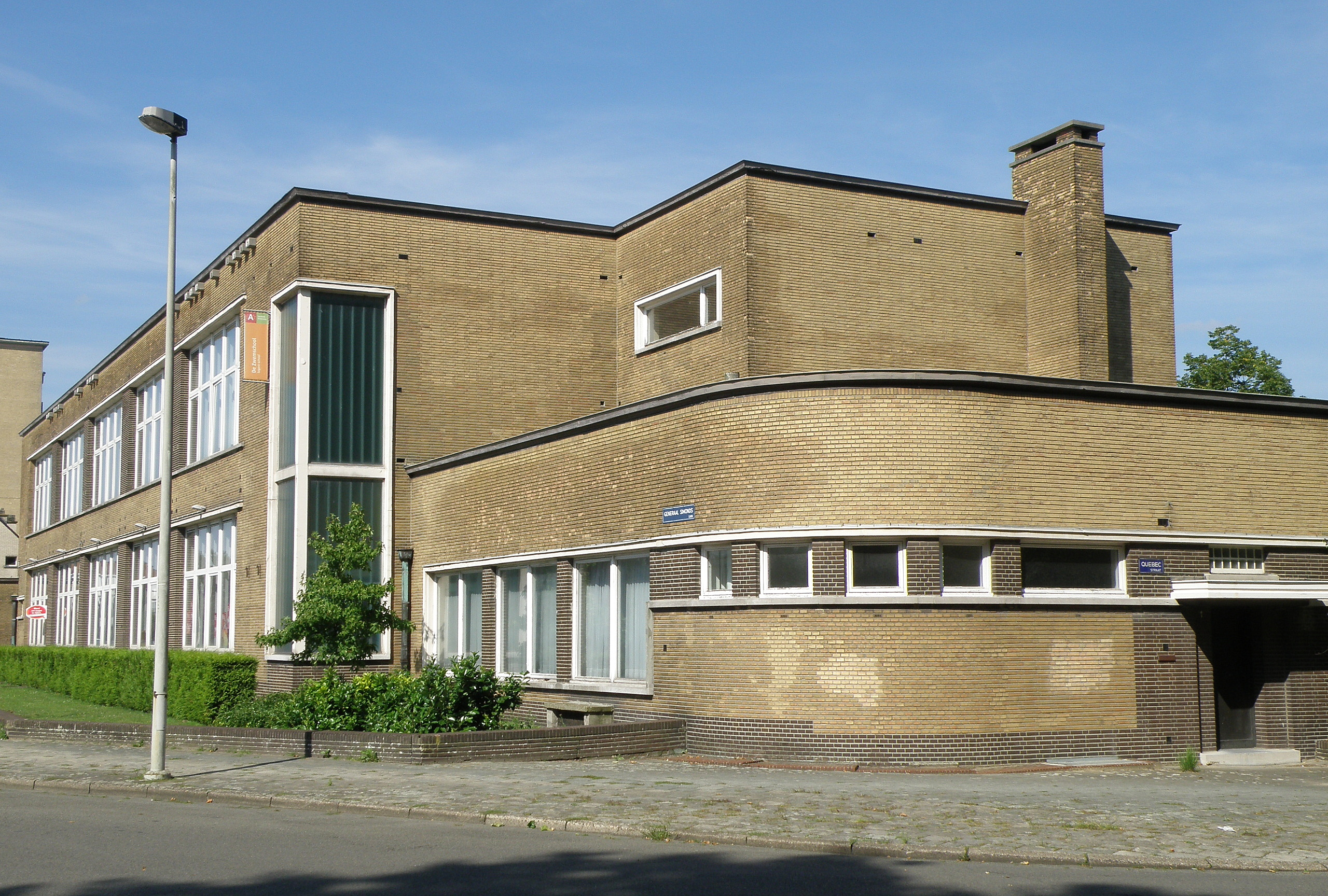
Établissement scolaire Quebecstraat (1935).

Établissement scolaire sis Québecstraat
Une des réalisations les plus accomplies de la période Nouvelle Objectivité de l’architecte est assurément le complexe scolaire dont il livra les plans en 1935 et qui fut construit entre 1937 et 1941 dans le quartier dénommé Luchtbal, dans la banlieue nord d’Anvers, quartier de logements sociaux aménagé à partir de 1924 avec jardins publics et toutes infrastructures utiles, propre à accueillir notamment les travailleurs du port voisin et des entreprises implantées tout au long de l’importante et proche avenue Noorderlaan. Le complexe scolaire, édifié en brique jaune rehaussé de brique brune, comprend en réalité une école primaire pour filles et une pour garçons, un jardin d’enfants, une piscine et des bains-douches publics, ainsi qu'une bibliothèque de prêt. L’édifice, dont le plan au sol n’a pas été modifié, se compose de quatre ailes disposées en carré autour d’une cour intérieure servant de cour de récréation, et présente sur rue quatre longues façades certes très dissemblables, mais reconnaissables et similaires, d'abord par les mêmes principes fonctionnalistes qui sous-tendent leur agencement et ensuite par la constance des éléments formels utilisés, quoique ceux-ci le soient dans des combinaisons chaque fois différentes ; ainsi, si seule la façade est (sur la Bostonstraat) présente une ordonnance symétrique, et si, p.ex., les travées d’angle ont chacune reçu une exécution distincte, l’on remarque en revanche que chaque arête d’angle est occupée en partie par une fenêtre d'angle verticale à deux versants donnant le jour à une cage d’escalier. Un autre élément unificateur est apporté par la forme rectangulaire universelle des baies, que celles-ci soient par ailleurs petites ou vastes, horizontales ou verticales, subdivisées ou non en petits-carreaux, isolées ou regroupées en ces longs bandeaux horizontaux si caractéristiques du style moderniste de l’Entre-deux-guerres. Si Van Averbeke s’est interdit l’utilisation de toute décoration, on note la présence de longues corniches, courant souvent sur le haut des fenêtres, destinées à marquer les entités fonctionnelles de l’ensemble. Les ailes se différencient en outre par l’agencement des ouvertures, et par les nombreux ressauts verticaux qui permettent la mise en scène de blocs parallélépipédiques fonctionnels juxtaposés et superposés. Seule l’aile sud ne comporte pas d’étage ; les deux portes d’entrée ont encore chacune leurs deux battants d’acier d’origine. L’aile nord, de deux niveaux comme les ailes est et ouest, est de hauteur inégale. Les parties de l’édifice accessibles au public (piscine, bibliothèque etc.) se trouvent dans l’aile nord et font l’objet de portes d’entrée à part, également d’origine. L’intérieur, sobre, a également pu être préservé, ayant en particulier gardé le pavement et les parquets originels.
Bureau d'embauche des ouvriers portuaires
Sa qualité d'architecte communal l'amena à créer en 1938-1939 le bureau d'embauche des dockers anversois, qui occupe toute la moitié orientale de l'îlot où se trouve également l'établissement scolaire de la Napelsstraat (qui est plus ancien et de style Art déco). Familièrement appelé het kot (la baraque, le cagibi) par les dockers, qui jouissaient, et jouissent encore, d'un statut particulier, il joua un certain rôle dans l'histoire sociale d'Anvers ; cependant, seule la partie sud de ce vaste édifice a gardé jusqu'à aujourd'hui sa fonction d'origine, le reste étant désormais utilisé par l'école secondaire attenante. La longue façade principale se compose d'une juxtaposition de quatre pignons à pente douce, marqués chacun de deux pilastres surélevés, et que jouxtent des ailes à toit plat. L'édifice, fait de brique brun-jaune avec usage parcimonieux de pierre de taille blanche (appuis, pieds-droits délardés des portes etc.), laissant apparaître poutres et couvrements de béton armé, sacrifie entièrement aux impératifs de l'architecture épurée du modernisme de l'entre-deux-guerres : l'architecture se réduit à un jeu d'agencement de volumes et de formes géométriques pures qui n'ont de raison d'être qu'en tant qu’ils découlent de nécessités fonctionnelles et servent à les faire ressortir.